# Maurice Presley
Maurice Presley (* 7. März 1947 in Houston) ist ein ehemaliger US-amerikanischer Basketballspieler.

## Leben
Als Spieler der Schulmannschaft der Davis High School in Houston erreichte er in der Saison 1970/71 einen Punkteschnitt von 25,4 je Begegnung. Der als Power Forward eingesetzte, 2,08 Meter große Presley bestritt von 1972 bis 1975 79 Spiele für die Hochschulmannschaft der University of Houston. Nachdem er in der Saison 1974/75 im Durchschnitt 13,9 Punkte und 10,7 Rebounds erzielt hatte, wählten ihn die Portland Trail Blazers im NBA-Draftverfahren 1975 in der fünften Runde an insgesamt 78. Stelle aus. Zu Spieleinsätzen in der US-Liga kam Presley nicht.
1976 wechselte Presley zum MTV 1846 Gießen in die deutsche Basketball-Bundesliga. In 28 Einsätzen für die Mittelhessen während der Saison 1976/77 erzielte er im Schnitt 24 Punkte. Anschließend verließ er Gießen, im November 1981 wurde er erneut von dem Bundesligisten verpflichtet, nachdem er zuvor im französischen Orléans gespielt hatte. Presley blieb bis 1983 Teil der Gießener Mannschaft, als er in sein Heimatland zurückging. Insgesamt bestritt der US-Amerikaner 75 Spiele für den MTV, in denen er im Mittel 18,7 Punkte erzielte.